# Karl Adam Lindström
Karl Adam Lindström, född 20 oktober 1816 i Tillberga socken, Västmanlands län, död 4 juni 1885 i Stockholm, var en svensk tidningsman.
Lindström blev 1838 student vid Uppsala universitet, 1847 filosofie kandidat och 1848 filosofie doktor, varpå han började tjänstgöra i Ecklesiastikdepartementet och i Riksarkivet, där han 1858–1868 var ordinarie amanuens. Han hade emellertid redan flitigt medarbetat pressen, bland annat i "Väktarens" utrikesavdelning sedan 1853, och mottog 1859 det erbjudna huvudredaktörskapet för den nyuppsatta tidningen Nya Dagligt Allehanda och var dess utgivare ända till sin död. Tidningen, som började utkomma 1859, vann under hans ledning med åren inflytande och anseende som landets främsta konservativa organ. 
Till följd av sitt giftermål med en ungersk dam kom Lindström att livligt intressera sig för de nationella frihetsrörelserna i början på 1860-talet. Han intog personligen ofta en framskjuten ställning vid de dåtida svenska demonstrationerna för Giuseppe Garibaldi och i anledning av Poltavaminnet, varjämte i hans tidning förekom många upphetsande ryssfientliga artiklar, en tid inspirerade av Michail Bakunin eller skrivna av överflyttade finländare som Karl Wetterhoff. Fastän ytterligt konservativ, ingrep Lindström mer än en gång med skärpa mot byråkratiska övergrepp och missförhållanden. 
Karl Adam Lindström är begravd på Norra begravningsplatsen utanför Stockholm.